# Piz Morteratsch
El Piz Morteratsch (3.751 m) es una montaña del Macizo de la Bernina en los Alpes Réticos occidentales. Se encuentra en territorio suizo (Cantón de los Grisones) al norte del Piz Bernina. Por el este limita con el glaciar Morteratsch y por el sudoeste con el glaciar Tschierva.

## Historia
La primera ascensión conocida aconteció el 11 de septiembre de 1858 por obra de C. Brügger y P. Gensler con los guías Karl Emmermann y Angelo Klaingutti. La ruta normal sigue la usada en aquella primera ascensión. La vía de ascenso más fácil partiendo de los refugios Tschierva o Boval recorre la vertiente norte. Es una de las montañas más fáciles de la cordillera. Tres de sus aristas presentan dificultades mayores y son altamente considerados:
- Arista sursudeste (D/D+), primer ascenso P. J. H. Unna con guías, 1903.
- Arista estenoreste (AD), primer ascenso de la arista completa, Paul Schucan y A. Pfister, 10 de octubre de 1908 (la sección superior ha sido ascendida por Max Schintz con los guías Alois y Josef Pollinger en agosto de 1892).
- Arista sudoeste, (AD), primer ascenso por T. H. Philpott y Mrs Philpott con los guías Peter Jenny y Alexander Fleury en septiembre de 1868.

A la montaña le sirven la cabaña Boval (Bovalhütte, 2.495 m, abierta 15 de marzo–15 de mayo y 15 de junio–15 de octubre) y la cabaña Tschierva (2.573 m, abierto hasta fin de marzo–15 de mayo y 15 de junio–15 de octubre).

## SOIUSA
Según la clasificación SOIUSA, el Piz Morteratsch pertenece:
- Gran parte: Alpes orientales
- Gran sector: Alpes centrales del este
- Sección: Alpes Réticos occidentales
- Subsección: Alpes del Bernina
- Supergrupo: Cadena Bernina-Scalino
- Grupo: Macizo de la Bernina

## Panorama

Panorama desde Diavolezza. De izquierda a derecha: Piz Palü, Bellavista, Crast' Agüzza (pequeño pico rocoso en el medio), Piz Bernina y Piz Morteratsch